# Вольфганг Гартнер
Вольфганг Гартнер (англ. Wolfgang Gartner, настоящее имя Джоуи Янгман [англ. Joey Youngman]; род. 17 марта 1982, Сан-Луис-Обиспо) — американский музыкальный продюсер и диджей в стиле электро-хаус. Большая часть его музыки в 2010 году была выпущена через собственный лейбл музыканта — Kindergarten, но в 2010 году он был подписан на лейбл Ultra Records.
За короткую музыкальную карьеру Вольфганга, сразу восемь его песен занимали первую позицию в чарте Beatport Top 10. Гартнер выступал на многих фестивалях, включая Коачеллу и Electric Daisy Carnival в 2010 году, а также в турах по всему миру.
Джоуи Янгман создал псевдоним Вольфганг Гартнер в 2007 году после получения определённой известности в качестве диджея в стиле дип-хаус. Но созданная анонимно, истинная сущность Гартнера была раскрыта в июле 2008 года.
В 2010 году выступил в качестве приглашённого гостя в передаче Пита Тонга «Essential Mix» на радиостанции BBC Radio 1.
В январе 2011 года музыкант анонсировал новое видео для своего сингла Illmerica. Также он объявил о создании нового логотипа, за который отвечает известный нью-йоркский художник граффити Эрик Хейз. В том же месяце Гартнер был номинирован на 4 номинации премии «International Dance Music Awards»: Best Electro/Tech House Track, Best Progressive Track, Best Breakthrough DJ и Best Breakthrough Artist. Forever, коллаборация с will.i.am была анонсирована как следующий сингл, с датой выхода летом 2011 года.
В 2011 году Вольфганг был номинирован на премию «Грэмми» в номинации Best Remixed Recording, Non-Classical.
20 сентября 2011 года вышел дебютный альбом музыканта «Weekend In America» в сотрудничестве с Омарионом, Джимом Джонсом, Ив, will.i.am и Cam'ron.

## Дискография

### Альбомы

#### 2011
- Weekend in America

#### 2012
- Back Story

### Синглы и EPs[8]

#### 2007
- Shapes EP

#### 2008
- Candy EP
- Play Dub
- Hot For Teacher EP
- Killer / Flam Mode
- Montezuma / Frenetica
- Bounce / Get It
- Emergency
- Hook Shot
- Flashback (feat. MC Flipside)

#### 2009
- Montezuma — Remixes
- Yin / Yang (with Francis Preve)
- Push & Rise
- Wolfgang’s 5th Symphony / Grey Agenda
- Fire Power / Latin Fever[9]

#### 2010
- Undertaker
- Conscindo (with Mark Knight)
- Animal Rights (with Deadmau5) (UK chart peak: #70)[10]
- Illmerica (UK chart peak: #158)[11]
- Space Junk

#### 2011
- Forever (feat. will.i.am) (UK Chart Peak #43)
- Ménage à Trois
- The Devil’s Den (with Skrillex)
- Still My Baby (feat. Omarion)

#### 2012
- Go Home (with will.i.am and Mick Jagger)
- There and Back
- We Own The Night (With Tiësto feat. Luciana) (UK Chart Peak #87)
- Redline
- Flexx
- Casual Encounters of the 3rd Kind (Girl on Boy / Girl on Girl)
- Love and War / Nuke
- Channel 42 (with Deadmau5)

#### 2013
- Anaconda
- Overdose (feat. Medina)
- Hounds Of Hell (with Tommy Trash)
- Piranha
- Unholy(с Bobby Saint)

### Ремиксы

#### 2008
- Cold Act Ill (Wolfgang Gartner’s Monster Mix, and Club Mix) — Classixx
- Helium (Wolfgang Gartner Remix) — Bass Kleph & Anthony Paul
- Funk Nasty (Wolfgang Gartner Remix) — Andy Caldwell
- Cruel World (Wolfgang Gartner Kindergarten Slam Mix) — Ron Reeser & Dan Saenz
- Me & Myself (Wolfgang Gartner Remix) — Ben DJ (feat. Sushy)
- Play (Wolfgang Gartner Remix, and Dub) — Jin Sonic & Dive

#### 2009
- Heartbreaker (Wolfgang Gartner Remix) — MSTRKRFT (feat. John Legend)
- I Will Be Here (Wolfgang Gartner Remix) — Tiësto & Sneaky Sound System
- Cruelty (Wolfgang Gartner Remix) — Alaric
- 3 (Wolfgang Gartner Remix) — Britney Spears
- Morning After Dark (Wolfgang Gartner Remix) — Timbaland (feat. Nelly Furtado & SoShy)
- Imma Be (Wolfgang Gartner Club Mix) — The Black Eyed Peas

#### 2010
- Blame It On The Girls (Wolfgang Gartner Remix, and Dub) — Mika

#### 2012
- Paddling Out (Wolfgang Gartner Remix) — Miike Snow
- Sorry For Party Rocking (Wolfgang Gartner Remix) — LMFAO
- Now or Never (Wolfgang Gartner  Edit ) — Popeska